# 古井喜实
古井喜实（日語：古井 喜実/ふるい よしみ，1903年1月4日—1995年2月3日），日本的政治家，曾担任池田勇人内阁的厚生大臣、大平正芳内阁的法務大臣，积极促进中日友好事业。